# Torello (Castel San Giorgio)
Torello is een plaats (frazione) in de Italiaanse gemeente Castel San Giorgio.